# 鈴木久次郎

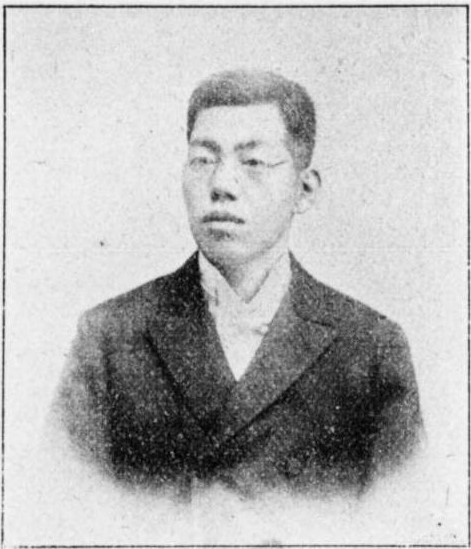
鈴木久次郎

鈴木 久次郎（すずき きゅうじろう、1866年9月4日（慶応2年7月26日）- 1931年（昭和6年）11月29日）は、明治から昭和初期の実業家、政治家。衆議院議員（7期）。

## 経歴
上総国望陀郡岩出村（千葉県望陀郡小櫃村、君津郡小櫃村、君津町を経て現君津市岩出）で、農業・醤油醸造業・製糸業、鈴木市太郎の長男として生まれた。小学校卒業後、平島亮胤から漢学を学び、南総英語学校を卒業。1887年（明治20年）専修学校（現専修大学）で英語、経済学を学んだ。
帰郷して家業に従事。文房具、ペン先製造業を開始し、南総銀行取締役、久留里銀行取締役も務めた。その後、東京に拠点を移し、日本緬羊社長、日本衛生肥料取締役、日本炭礦社長、日東炭坑取締役、光行電線取締役、南部製鉄取締役、三重セメント取締役、富士鉱業監査役、満鮮塩業監査役などを務めた。
1897年（明治30年）10月、進歩党所属で千葉県会議員に選出され1899年（明治32年）9月まで在任した。1902年（明治35年）8月、第7回衆議院議員総選挙（千葉県郡部、憲政本党）で初当選。以後、第14回総選挙まで6回再選され、革新倶楽部などに所属して衆議院議員に通算7期在任した。この間、第10回総選挙で当選後、1909年10月23日に禁錮刑を受けて議員を退職している。これにより勲四等を褫奪された。また、第13回総選挙で落選したが、衆議院議員選挙訴訟の結果、安房郡での選挙が無効となり、1917年（大正6年）12月8日、千葉県知事により当選証書が取消され、同月に実施された再選挙に出馬して当選した。
地元の振興のため、軽便鉄道久留里線の敷設に尽力し、1903年（明治36年）鉄道敷設の発起人に加わり、久留里駅まで開通後は上総亀山駅までの延長運動に尽力した。

## 国政選挙歴
- 第7回衆議院議員総選挙（千葉県郡部、1902年8月、憲政本党）当選[7]
- 第8回衆議院議員総選挙（千葉県郡部、1903年3月、憲政本党）当選[7]
- 第9回衆議院議員総選挙（千葉県郡部、1904年3月、憲政本党）当選[7]
- 第10回衆議院議員総選挙（千葉県郡部、1908年5月、憲政本党）当選[13]
- 第12回衆議院議員総選挙（千葉県郡部、1915年3月、立憲同志会）当選[13]
- 第13回衆議院議員総選挙（千葉県郡部、1917年4月、憲政会）次点落選[10]
- 第13回衆議院議員総選挙再選挙（千葉県郡部、1917年12月）当選[12]
- 第14回衆議院議員総選挙（千葉県第8区、1920年5月、憲政会公認）当選[14]